# Norman Connors
Norman Connors, né le 1er mars 1947 à Philadelphie, est un chanteur, batteur et compositeur de soul, jazz américain.

## Biographie
Très jeune, il commence à jouer du piano et de la batterie et s'intéresse au jazz, notamment à Elvin Jones et John Coltrane. Il étudie la musique à l'université Temple à Philadelphie et à la Juilliard School à New York. Son premier enregistrement est sur un disque d'Archie Shepp. En 1971, il participe comme batteur à un album de Pharoah Sanders.

## Discographie
- 2009 : Star Power, (Shanachie)
- 2000 : Eternity, (Starship Records)
- 1999 : The Best of Norman Connors: Melancholy Fire, (Razor & Tie)
- 1998 : The Very Best of Norman Connors, (BMG)
- 1997 : The Encore Collection, (BMG)
- 1996 : Easy Living, (Motown)
- 1995 : Aquarian Dream, (Kama Sutra Records)
- 1993 : Remember Who You Are, (Motown Records)
- 1988 : Passion, (Capitol Records)
- 1981 : Mr. C, (Arista Records)
- 1980 : Take it to the Limit, (Arista Records)
- 1979 : Invitation,  (Buddah Records / Arista Records)
- 1978 : This Is Your Life,  (Buddah Records / Arista Records)
- 1977 : Best of Norman Connors & Friends,   (Buddah Records)
- 1977 : You Are My Starship, (Buddah Records)
- 1977 : Romantic Journey, (Buddah Records / Kama Sutra Records)
- 1976 : Saturday Night Special, (Buddah Records)
- 1975 : Slewfoot, (Buddah Records)
- 1974 : Love from the Sun, (Buddah Records)
- 1973 : Dark of Light, (Cobblestone / Buddah Records)
- 1973 : Dance of Magic, (Cobblestone / Buddah Records / Sequel)

### En tant que sideman
Avec Carlos Garnett
- Black Love (Muse, 1974)

Avec Sam Rivers
- Streams (Impulse!, 1973)
- Hues (Impulse!, 1973)
- Emanation (NoBusiness, 2019)

Avec Pharoah Sanders
- Live at the East (Impulse!, 1972)
- Village of the Pharoahs (Impulse!, 1973)
- Love in Us All (Impulse!, 1972–73)
- Wisdom Through Music (Impulse!, 1973)
- Love Will Find a Way (Arista, 1978)
- Beyond a Dream (Arista Novus, 1981)

## Productions
- Aquarian Dream - "Aquarian Dream" (1976)
- Al Johnson - "Back For More" (1980)
- Altitude - "Private Parts" (1991)
- Angela Bofill
- Carlos Garnett - "Black Love" (1974)
- Elmer Gibson
- Everett Greene - "My Foolish Heart"
- Lee Ritenour
- Michael Henderson
- Phyllis Hyman
- Prince Phillip Mitchell
- The Starship Orchestra - "Celestial Sky" (1980)
- McCoy Tyner with Phyllis Hyman

## Featuring & Compilations
- Archie Shepp - "Magic Of Ju-Ju" (1967)
- Pharoah Sanders - "Black Unity" (1971)
- Myron V. Cotton - "The Cell", Kelli's Theme
- Stanley Clarke - "Children Of Forever"
- Soul Classics: Quiet Storm: The 70'S (Various Artists)
- Slow Jams: The 70'S Vol. 1 (Various Artists)
- Kenny "Dope" Gonzalez - "Choice: A Collection Of Classics"
- The Philadelphia Story, (Various Artists)
- Totally Wired 3, (Various Artists)
- Blue Juice, (Various Artists)
- Gilles Peterson & Patrick Forge Present Sunday Afternoon At Dingwalls, (Various Artists)

## Samplé par
- Das EFX - "Real Hip Hop"
- Kanye West
- Talib Kweli, "Love Language"
- Mobb Deep, "Trife Life"